# Abchasische Sozialistische Sowjetrepublik
Die Sozialistische Sowjetrepublik Abchasien (abgekürzt Abchasische SSR, SSR Abchasien oder SSRA; georgisch აფხასეთის საბჭოთა სოციალისტური რესპუბლიკა russisch Социалистическая Советская Республика Абхазия) war eine Unionsrepublik der Sowjetunion auf dem Territorium des heutigen Abchasiens (einer autonomen Republik Georgiens) vom 31. März 1921 bis 19. Februar 1931.

## Geschichte
Die Abchasische Sozialistische Sowjetrepublik wurde am 28. März 1921 auf einer gemeinsamen Sitzung des Kaukasischen Büros der Kommunistischen Partei Russlands und der Zentralkomitees der KP Abchasien und der KP Georgiens gegründet. Bei der Bildung der Transkaukasischen SFSR wurde sie auf der gleichen Ebene wie der georgische Staat selbst als gleichberechtigter Bestandteil der Föderation behandelt.
Abchasien und Georgien hatten im Dezember 1921 besondere Beziehungen vereinbart, einen sogenannten Kontrakt-Status (russisch Dogowor), der bis 1931 galt.
Aus der Abchasischen Sozialistischen Sowjetrepublik wurde 1931 die Abchasische Autonome Sozialistische Sowjetrepublik innerhalb der Georgischen Sozialistischen Sowjetrepublik.